# C'est Lenoir
Pour les articles homonymes, voir Lenoir.
C'est Lenoir était une émission de radio musicale, diffusée quotidiennement sur France Inter de 1990 à 2011 et animée par Bernard Lenoir, assisté de la réalisatrice Michèle Soulier (qui n'intervenait cependant jamais à l'antenne).
L'émission C'est Lenoir était spécialisée dans la musique indépendante, indie rock, alternative rock, pop anglaise, la liste des styles musicaux n'étant pas exhaustive. L'émission était d'ailleurs l'une des seules en France à diffuser les nouveautés de ces artistes underground.
D'autres personnes accompagnaient ponctuellement Bernard Lenoir dans ces émissions : Hugo Cassavetti, Michka Assayas et ses chroniques, Yves Thibord et sa cosmopop. Dans le passé, Lydie Barbarian et Arnaud Viviant sont également intervenus régulièrement ainsi que Christian Fevret puis Jean-Daniel Beauvallet, exerçant tous deux au magazine les Inrockuptibles.

## Historique
Au cours des années, l'émission a connu diverses programmations, toutes en soirée. En 2007, elle est programmée de 22 h à 23 h. À partir de la rentrée 2010, l'émission est diffusée le vendredi soir en plus des autres jours de la semaine.
Le 25 août 2011, un mail envoyé aux abonnés de la liste « C'est Lenoir » annonce la fin de l'émission. En effet, après cette annonce, l'émission disparait de la grille de France Inter à la rentrée 2011.

## Sessions lives & concerts
Depuis 1992, Bernard Lenoir diffuse dans son émission des sessions enregistrées pour l'émission. Il distingue les Black sessions (enregistrées en public et retransmises en direct) des White sessions (enregistrées sans public pour une diffusion en différé). Certaines de ces black sessions ont donné lieu à des albums, comme celles de Frank Black (1994), Yann Tiersen (1999) ou Interpol (2003). Le 9 août 2011, l'émission a annoncé l'arrêt des Black sessions[source secondaire souhaitée]. Le 15 novembre 2011 le retour des Black sessions présentées par Bernard Lenoir est annoncé d'ici la fin de l'année 2011 sur l'antenne du Mouv'.

## Jingles
L'émission possédait divers jingles, qui venaient s'intercaler entre les morceaux musicaux passés à l'antenne. Ils étaient énoncés par une voix féminine (Sylvie Boutet) et une voix masculine.
- Le rock, le soir, c'est Lenoir
- Lenoir, la musique pas comme les autres
- Bernard Lenoir, l'Inrockuptible
- 21 heures c'est une bonne heure pour se réveiller
- Caresse et bise à l'œil